# ...Munich - Album...
...Munich - Album... è il 14º album in studio di Patty Pravo, pubblicato dalla casa discografica RCA Italiana nel 1979.

## Descrizione
Il disco prende il nome dalla città in cui è stato registrato, Monaco di Baviera.
Nel 1979 il clima musicale che fino ad allora aveva dominato buona parte del decennio, subisce un cambiamento: la disco music è meno pressante, vi è il ritorno delle tendenze rock e punk e soprattutto l'elettronica.
Patty Pravo decide di incidere il nuovo album in Germania avvalendosi di vari musicisti tedeschi e inglesi, oltre a farsi produrre da Frank Von Dem Bottlenberg.

## Tracce
Lato A
1. New York - 4:14 (Franco Migliacci - Sims - Paulin)
2. Every dream (it's a bit of a heartache) - 3:07 (Stein - Jass - Touchton)
3. Io che amo - 3:29 (Cristiano Malgioglio - Nicoletta Strambelli - Baracuda)
4. Il re - 6:49 (Maurizio Monti - Paul Jeffery - Nicoletta Strambelli)
5. Male bello 3:40 (Ivan Cattaneo)

Lato B
1. Autostop - 3:57 (Maurizio Monti - Paul Jeffery - Nicoletta Strambelli)
2. Donna do you wanna? - 4:32 (Luker - Forsey - Touchton - Rainer Pietsch)
3. Dimensione - 5:27 (Fia - Falsetti - Tamborrelli)
4. Cry cry gotta worry - 3:48 (Stein - Jass - Grabowsky - Grabo)
5. Tie a ribbon round my soul - 4:12 (Rainer Pietsch)

## Formazione
- Patty Pravo – voce
- Khristian Schultze – sintetizzatore, tastiera
- Karl Allaut – basso
- Kelly Brian – tastiera
- Siegfried Schwab – bouzouki
- Todd Canedy – chitarra
- Gunther Eric Toner – tastiera
- Angelito Perez – percussioni
- Mats Bjorklund – chitarra, talk-box
- Valerie Horton-Brown, Rainer Pietsch, Glenn Horton, Michael Holm – cori

## Critica
Non raggiunge le vette delle classifiche, ma entra in top 100, raggiungendo la 22ª posizione e risultando il 65º album più venduto dell'anno 1979.
Nonostante tutto, però, Patty Pravo riconferma il suo interessamento per tutto ciò che è nuovo e all'avanguardia, per questo decide di incidere il Munich-Album; album che non ha nulla a che vedere con le sue produzioni passate e che, soprattutto, "anticipa i tempi".